# Ophiogymna clarescens
Ophiogymna clarescens är en ormstjärneart som först beskrevs av Jean Baptiste François René Koehler 1904.  Ophiogymna clarescens ingår i släktet Ophiogymna och familjen Ophiothrichidae. Inga underarter finns listade i Catalogue of Life.